# Vereinigung Schweizerischer Bibliothekare
Die Vereinigung Schweizerischer Bibliothekare (VSB, bis 1950 Vereinigung schweizerischer Bibliothekare) wurde 1897 gegründet. Sie war zugleich der Verband der schweizerischen Bibliotheken aller Grössen und Typen und der Berufsverband des Bibliothekspersonals. Ab 1992 trug sie den Namen Verband der Bibliotheken und der Bibliothekarinnen/Bibliothekare der Schweiz (BBS). 
Mit seiner über hundertjährigen Existenz war der Verband gemäss dem Bibliothekswissenschaftler und Historiker Robert Barth die älteste Bibliotheksvereinigung auf dem europäischen Kontinent mit ununterbrochener Geschichte. Am 1. Januar 2008 fusionierten der BBS und die Schweizerische Vereinigung für Dokumentation (SVD) zur Bibliothek Information Schweiz (BIS).